# Голубое сало
«Голубое сало» — постмодернистский роман Владимира Сорокина. Впервые опубликован в 1999 году издательством Ad Marginem.

## Сюжет
Сюжет произведения вращается вокруг так называемого «голубого сала» — вещества уникальной структуры, которое вырабатывают клоны русских писателей.
Действие романа разворачивается в двух временных пластах — второй половине XXI века (в Сибири и Москве будущего) и в альтернативном 1954 году (в сталинской Москве и гитлеровском Рейхе).

### Линия будущего
Действие романа начинается 2 января 2048 года. Повествование ведется от лица филолога Бориса Глогера в виде писем рассказчика своему китайскому любовнику. Глогер работает на секретном военном объекте, затерянном где-то в просторах Сибири. Суть проекта заключается в получении «голубого сала» — таинственного вещества с нулевой энтропией, практическая ценность которого неясна. Вещество вырабатывается единственным способом — в виде подкожных отложений клонов писателей. В проекте участвуют клоны Ф. М. Достоевского, Л. Н. Толстого, А. П. Чехова, А. П. Платонова, В. В. Набокова, Б. Л. Пастернака, А. А. Ахматовой. В тело романа включены пародийные подражания стилю великих писателей.
Ход проекта нарушается внезапным нападением отряда «землеёбов» — монашеского ордена патриотического направления. Землеёбы уничтожают секретный объект и похищают запасы голубого сала. Сало глазируется в сахаре и отправляется в прошлое.

### Линия прошлого
Линия прошлого является альтернативной реальностью, в романе присутствуют включение из исторического периода после гражданской войны в России начала XX века, описаны такие необычные приспособления как «ломтевоз» — локомотив, работающий на кусках людской плоти и т. д. Основные события происходят в Москве 1954 года. В результате Второй мировой войны Европа поделена между СССР и Германией (граница проходит по городу Праге). Между СССР и Рейхом (равно как между Сталиным и Гитлером лично) установлены отношения дружественного паритета. Англия уничтожена совместным германо-советским ударом водородной бомбы, однако США пока что сохраняются как третий центр триполярного мира. Сало, посланное из будущего, попадает в руки советских вождей. Обманув бдительность Берии, Сталин вместе со своим любовником «графом Хрущёвым» (в фантастическом мире романа старая русская аристократия сосуществует с советской номенклатурой; так, женой Молотова является княгиня Воронцова и т. п.) похищает сало и тайно отправляется в Берлин к своему другу Адольфу Гитлеру. Последующее введение голубого сала в организм диктаторов приводит к изменениям пространства и времени вселенского масштаба, образовывается новая реальность, в которой Сталин обычный портной, а голубое сало предмет роскоши.

## Стиль
Литературовед Марк Липовецкий отметил «многоязычие» романа Сорокина. С одной стороны писатель использовал «художественные языки Толстого, Чехова, Достоевского, Набокова, Пастернака, Платонова, Симонова, соцреалистического масскульта и проч.», с другой — речь персонажей включает старославянизмы, фразы на идише, французском и немецком языках, а люди будущего говорят на особом жаргоне, изобилующем китайскими словами и русским матом. В конце книги приводится специальный словарик с толкованием отдельных выражений. Некоторые китаизмы и псевдокитаизмы намеренно созвучны русским матерным словам. Устройства и некоторое особенности из реальности романа (например: ломтевоз) появляются и последующих произведениях Сорокина, что наводит читателя на мысль о том что события сорокинских произведений происходят в целой альтернативной вселенной. .

## Скандал
Через три года после публикации роман оказался в центре скандала — летом 2002 года молодёжное движение «Идущие вместе» провело акцию у Большого театра, в ходе которой активисты выбрасывали фрагменты «Голубого сала» в огромный пенопластовый унитаз, объявленный ими «памятником Владимиру Сорокину». Писатель назвал акцию государственным онанизмом из-за того, что милиция охраняла их от зевак. С подачи «Идущих вместе» (возможно, в связи с мнением Басинского) Сорокин был обвинён в распространении порнографии, и прокуратура возбудила против него уголовное дело по статье 242 УК РФ. В апреле 2003 года дело было закрыто «за отсутствием состава преступления», поскольку проведённые экспертизы романа показали, что «все откровенные описания сексуальных сцен и естественных отправлений обусловлены логикой повествования и имеют безусловно художественный характер». Скандал, спровоцированный «Идущими вместе», способствовал значительному росту популярности Сорокина и тиражей «Голубого сала».

## Суд по поводу обложки книги
Анна Жарова, дочь актёра Михаила Жарова, подала в мае 2003 года иск к издательству Ad Marginem и писателю Владимиру Сорокину о взыскании ущерба (21 млн 760 тыс. руб.) и компенсации морального вреда (200 тыс. руб.) в связи с оформлением обложки романа «Голубое сало». Она заявляла, что на обложке помещено изображение её отца из фильма «Ошибка инженера Кочина» (1939). Иск был отклонён, но через год подан вновь, уже на взыскание одного только морального вреда (3 млн руб.). Истице не удалось доказать, что изображение было взято с советского плаката к фильму и являлось собирательным образом сотрудника НКВД, поэтому её требования судом были отклонены.

## Оценки
Андрей Немзер писал, что поэты с наслаждением представлены «жалкими ублюдками, истово тянущимися к завораживающему сверхнасильнику Сталину», в частности, Ахматова показана в образе отвратительной старухи ААА (на что недвусмысленно указывает ряд деталей, например, упоминание «Реквиема»), Василий Аксёнов назвал это «мерзейшим глумлением», но Александр Шаталов отметил, что Сорокин как бы перенял эстафетную палочку игры в мифологизацию от неё самой. Павел Басинский вообще предложил подать на автора в суд «как минимум по трём статьям: порнография с элементами извращения, разжигание межнациональной розни, надругательство над конкретными историческими лицами, чьи дети и внуки ещё живы», Аксёнов по этому поводу подчеркнул, что всё же «Сало» «относится к литературе, а не к процессуальному кодексу».